# John Joseph O'Connor
John Joseph O'Connor (Filadelfia, 15 gennaio 1920 – New York, 3 maggio 2000) è stato un cardinale e arcivescovo cattolico statunitense, nominato da papa Giovanni Paolo II.

## Biografia

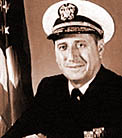
L'allora cappellano militare O' Connor in servizio presso i Marines americani

Nacque a Filadelfia il 15 gennaio 1920.
Papa Giovanni Paolo II lo elevò al rango di cardinale nel concistoro del 25 maggio 1985.
Morì il 3 maggio 2000 all'età di 80 anni.

## Genealogia episcopale e successione apostolica
La genealogia episcopale è:
- Cardinale Scipione Rebiba
- Cardinale Giulio Antonio Santori
- Cardinale Girolamo Bernerio, O.P.
- Arcivescovo Galeazzo Sanvitale
- Cardinale Ludovico Ludovisi
- Cardinale Luigi Caetani
- Cardinale Ulderico Carpegna
- Cardinale Paluzzo Paluzzi Altieri degli Albertoni
- Papa Benedetto XIII
- Papa Benedetto XIV
- Papa Clemente XIII
- Cardinale Enrico Benedetto Stuart
- Papa Leone XII
- Cardinale Chiarissimo Falconieri Mellini
- Cardinale Camillo Di Pietro
- Cardinale Mieczysław Halka Ledóchowski
- Cardinale Jan Maurycy Paweł Puzyna de Kosielsko
- Arcivescovo Józef Bilczewski
- Arcivescovo Bolesław Twardowski
- Arcivescovo Eugeniusz Baziak
- Papa Giovanni Paolo II
- Cardinale John Joseph O'Connor

La successione apostolica è:
- Vescovo Alfred James Jolson, S.I. (1988)
- Vescovo Patrick Joseph Thomas Sheridan (1990)
- Vescovo James Michael Moynihan (1995)
- Cardinale Edwin Frederick O'Brien (1996)
- Vescovo Robert Anthony Brucato (1997)
- Vescovo James Francis McCarthy (1997)